# عبد الله مضواح
عبد الله مضواح هو لاعب كرة قدم سعودي.
كانت بداياته مع نادي أبها و انتقل إلى نادي الهلال عام 2004 و عاد إلى نادي أبها عام 2006 و لعب في نهاية مشواره في نادي المصيف .